# Under Mexicali Stars
Under Mexicali Stars è un film del 1950 diretto da George Blair.
È un western statunitense con Rex Allen, Dorothy Patrick, Roy Barcroft e Buddy Ebsen.

## Produzione
Il film, diretto da George Blair su una sceneggiatura di Robert Creighton Williams, fu prodotto da Melville Tucker, come produttore associato, per la Republic Pictures e girato nelle Alabama Hills a Lone Pine, California, da fine luglio all'inizio di agosto 1950. Il titolo di lavorazione fu Under Mexicali Skies.

## Distribuzione
Il film fu distribuito negli Stati Uniti nel 1950 al cinema dalla Republic Pictures.
Altre distribuzioni:
- in Finlandia il 4 aprile 1952 (Meksikon vaarallisilla poluilla)
- in Brasile (A Conquista do Ouro)
- negli Stati Uniti in DVD dalla Comet Video e dalla Western Trails Video

## Promozione
La tagline è: Thrills Fly... As A Trouble-Shooting T-Man Tracks Down An Outlaw Gang... And Takes To The Air To Get Them!.